# Renault Monaquatre

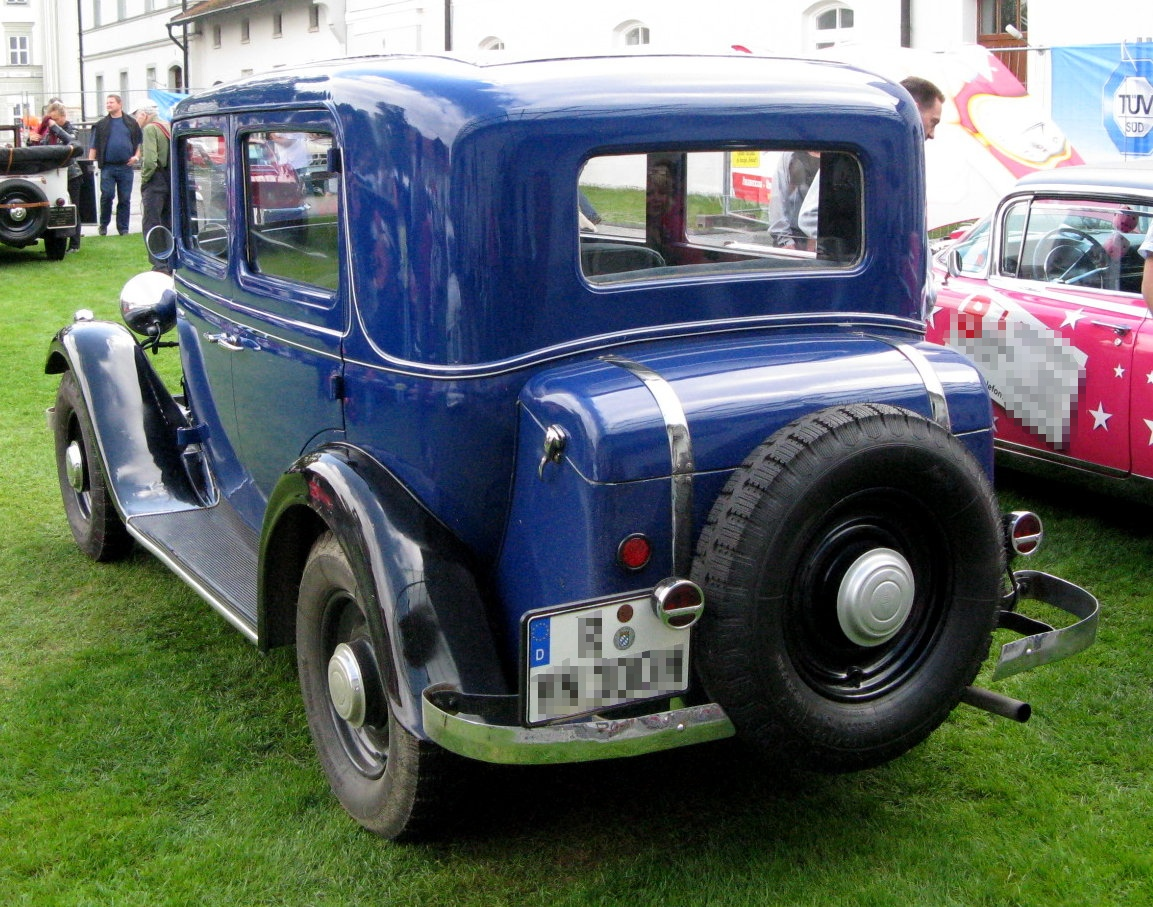
Heckansicht eines Type YN 1 (1932–1933)

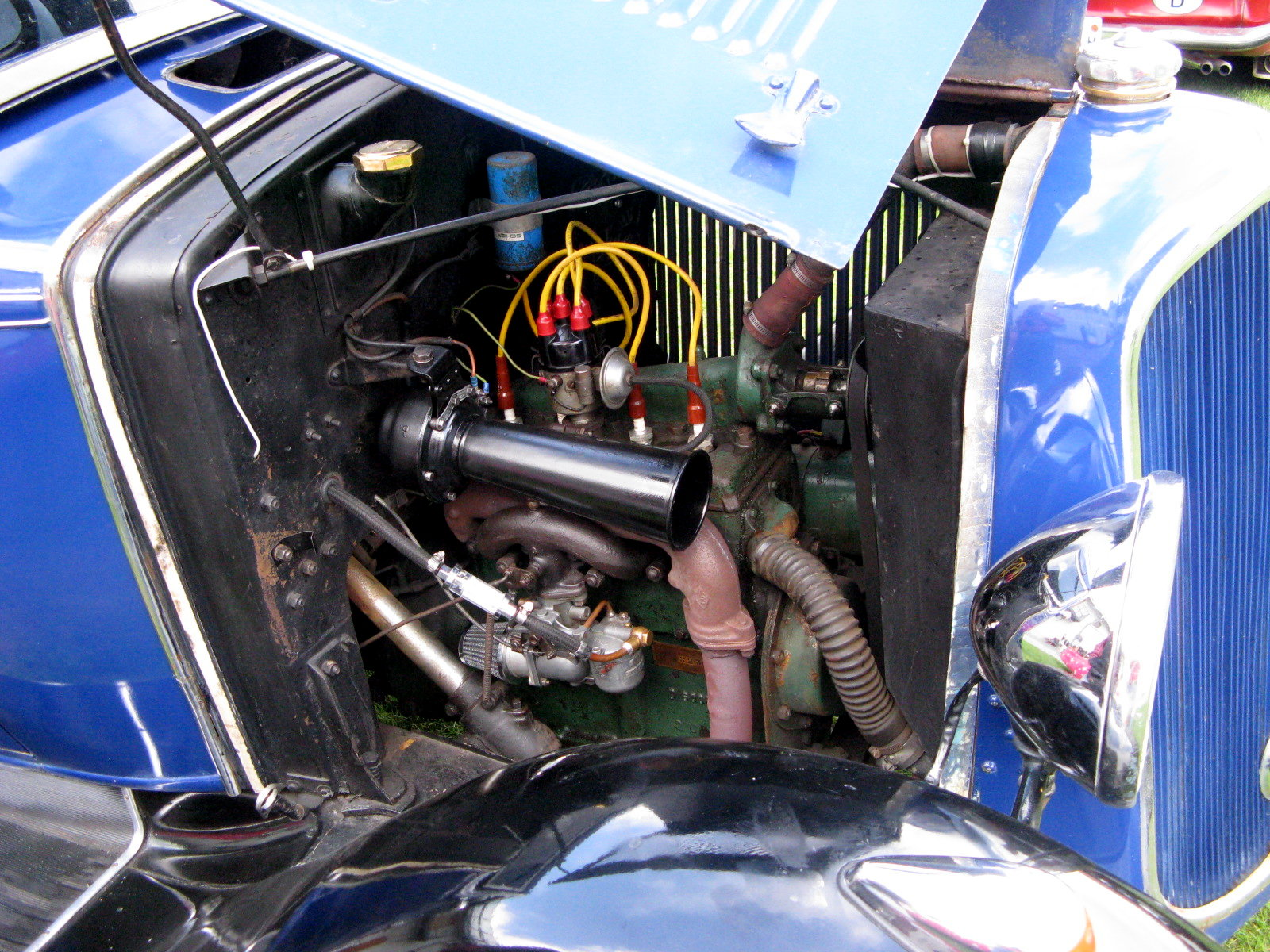
Blick in den Motorraum

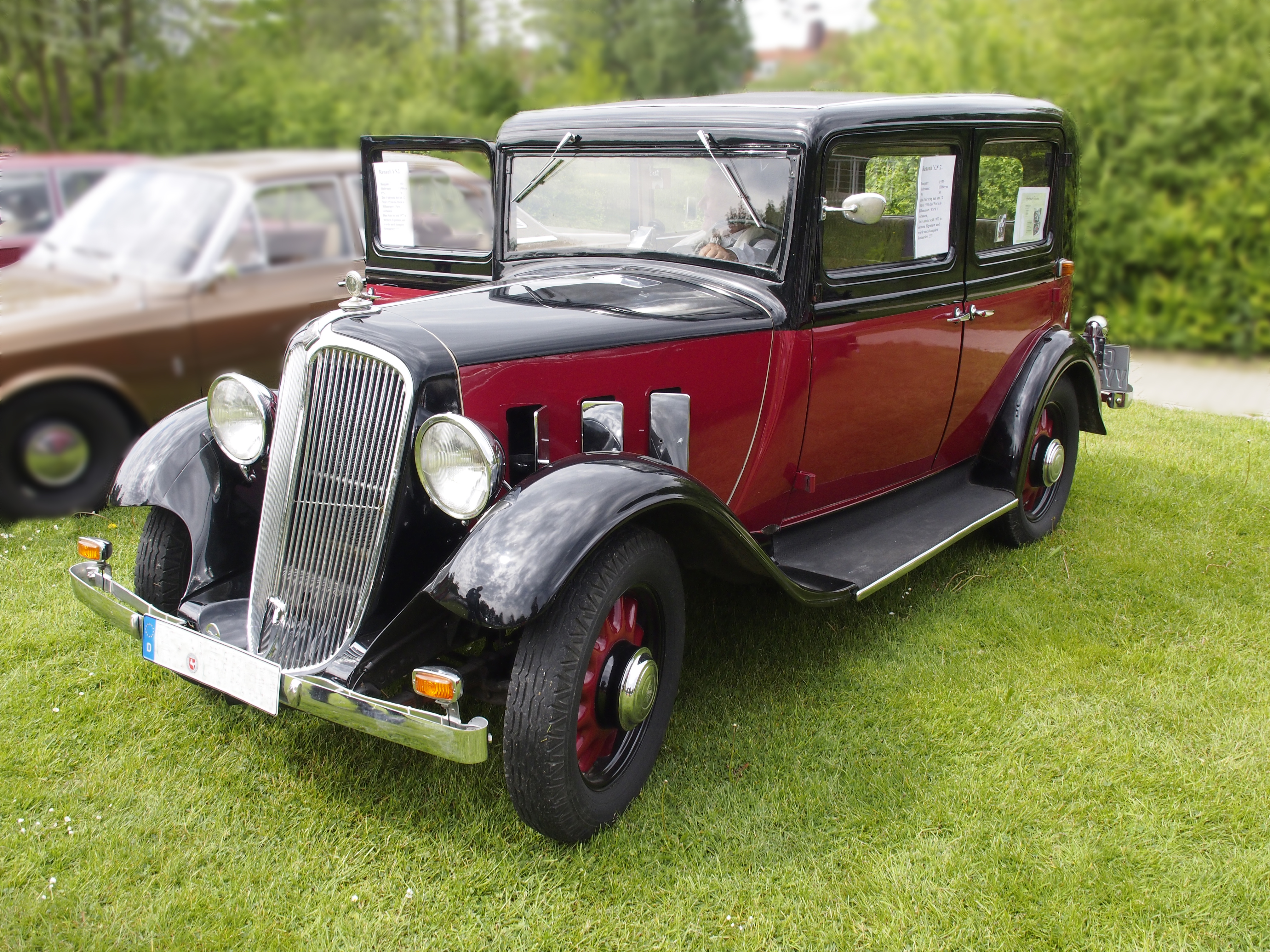
Renault Monaquatre (Type YN 2) Limousine (1933–1934)

Der Renault Monaquatre war ein Personenkraftwagenmodell der Zwischenkriegszeit von Renault. Die Typencodes lauteten Type UY und Type YN.

## Beschreibung
Renault präsentierte das Fahrzeug 1931 als Nachfolger des Renault Monasix. 1935 endete die Produktion ohne Nachfolger.

### Type UY
Die erste Ausführung erhielt am 16. September 1931 die Zulassung von der nationalen Zulassungsbehörde. Der wassergekühlte Vierzylindermotor mit 66 mm Bohrung und 95 mm Hub leistete aus 1300 cm³ Hubraum 25 PS (18 kW). Damit galt das Fahrzeug steuerlich als 7 CV. Die Motorleistung wurde über eine Kardanwelle an die Hinterachse geleitet. Das Fahrgestell hatte einen Radstand von 2650 mm, eine Spurweite von 1300 mm und wog 650 kg. Der Wendekreis war mit 11 Metern angegeben. In den Seiten der Motorhaube befanden sich senkrechte Lüftungsschlitze. Überliefert sind viertürige Limousine als Normale und Luxe, Faux-Cabriolet mit drei bis vier Sitzen, Torpedo Commercial, Geschäftslimousine und Kastenwagen. Die Karosserie der Limousine mit einer Länge von 3900 mm und einer Breite von 1550 mm entsprach der des Renault Primaquatre, allerdings bestand die vordere Stoßstange nur aus einem dünnen Rohr.

### Type UY 1
Diese Ausführung für den Zeitraum 1932 bis 1933 war auf die Karosserien viertürige Limousine und Geschäftslimousine beschränkt. Die vordere Stoßstange war einteilig und gerade.

### Type YN
Diese Ausführung erhielt am 3. September 1932 ihre Zulassung. Eine größere Zylinderbohrung von 70 mm ergab einen Hubraum von 1462 cm³. Damit wurde das Fahrzeug zum 8 CV. Lieferbar waren zweitürige Limousine mit Koffer, viertürige Limousine wahlweise mit oder ohne Koffer und Geschäftslimousine mit 500 kg Nutzlast sowie die Ausstattungslinien Normal und Luxe.

### Type YN 1
Ab Dezember 1932 wurde dieses Modell vermarktet. Der Motor leistete 30 PS. Die Fahrzeuge waren 390 mm lang und 157 mm breit. Als Normale gab es viertürige Limousine und Geschäftslimousine, als Luxe zwei- und viertürige Limousine und als Grand Luxe ebenfalls zwei- und viertürige Limousine. Gleichzeitig erschien eine zweifarbige zweitürige Limousine mit drei Lüftungsklappen in den Seiten der Motorhaube anstelle der bisherigen senkrechten Lüftungsschlitze. Im Laufe des Jahres 1933 übernahmen die anderen Ausführungen ebenfalls die Klappen. Ab Anfang 1933 gab es außerdem die Variante Type YN 1 S.A. mit einer anderen Motoraufhängung. Ab Februar oder März 1933 stand zusätzlich eine viertürige Limousine mit sechs Seitenfenstern im Sortiment.

### Type YN 2
Diese im Oktober 1933 präsentierte Ausführung hatte einen schräger gestellten Kühlergrill, drei Lüftungsklappen in den Seiten der Motorhaube und anfangs eine einteilige gerade vordere Stoßstange, die später durch eine in der Mitte nach unten gebogenen Stoßstange ersetzt wurde. Zur Wahl standen zwei- und viertürige Limousine, Cabriolet und Geschäftslimousine.

### Type YN 3
Präsentiert im Januar 1934, leistete der Motor nun 30 bis 34 PS. Der Radstand betrug je nach Quelle 2650 mm oder 2660 mm. Die Karosserie war strömungsgünstiger gestaltet und das Reserverad am Heck montiert – beides gilt allerdings nicht für die Geschäftslimousine. Überliefert sind Limousine und Roadster mit Notsitz. Die Fahrzeuge waren 4000 mm lang und 1600 mm breit.

### Type YN 4
Diese Ausführung wurde im Oktober 1935 vorgestellt. Der Motor leistete nun 34 PS (25 kW). Der Radstand maß 2660 mm oder 2650 mm bei der Geschäftslimousine, die Spurweite 1300 mm. Die Fahrzeuge waren zwischen 4370 mm und 4400 mm lang, 1560 mm breit und zwischen 1580 mm und 1610 mm hoch. Eine andere Quelle nennt 2650 mm Radstand, 4150 mm Fahrzeuglänge und 1600 mm Fahrzeugbreite. Im Angebot standen viertürige Limousine, Roadster mit Notsitz, Cabriolet und Geschäftslimousine. Von den älteren Ausführungen unterschied sich der YN 4 durch drei oder vier Lüftungsschlitze an den Seiten der Motorhaube.